# Ivar Martinsen
Pour les articles homonymes, voir Martinsen.
Karl Ivar Martinsen, né le 8 décembre 1920 à Løten et mort le 24 septembre 2018 à Stange, est un patineur de vitesse norvégien.

## Carrière
Ivar Martinsen termine seizième du 1 500 mètres des Jeux olympiques d'hiver de 1948 à Saint-Moritz et huitième de la même épreuve aux Jeux olympiques d'hiver de 1952 à Oslo.
Il est médaillé de bronze aux Championnats du monde toutes épreuves de patinage de vitesse en 1952 à Hamar et aux Championnats d'Europe de patinage de vitesse en 1953, toujours à Hamar. 